# Cal Serra (Torrefarrera)
Cal Serra és una obra de Torrefarrera (Segrià) inclosa a l'Inventari del Patrimoni Arquitectònic de Catalunya.

## Descripció
Casa entre mitgeres de planta baixa i pis, amb una arcaria continua al pis. Model simètric que s'aplica també a les volades dels balcons, d'armadura de ferro. Planta baixa d'un sol espai amb una biga mestra i embigat de fusta. Rajola de València al balcó. Incursió funcional del llenguatge clàssic.

## Història
Les obertures de la planta baixa s'han adaptat a les necessitats actuals amb lleugeres modificacions. El pis també és nou.